# Generałowo
Generałowo – wieś sołecka w Polsce położona w województwie mazowieckim, w powiecie mińskim, w gminie Latowicz. 
W latach 1526–1795 wieś należała do starostwa latowickiego. W latach 1795–1809 – pod zaborem austriackim. Od 1809 r. w Księstwie Warszawskim, guberni warszawskiej, powiecie siennickim, a od 1866 r. w powiecie mińskim (od 1868 nazwa powiatu nowomiński). W latach 1870–1954 należała do gminy Iwowe, w latach 1955-1972 – do Gromadzkiej Rady Narodowej w Iwowym. Od 1973 r. należy do gminy Latowicz. 
W latach 1919–1939 wieś znajdowała się w granicach województwa warszawskiego, 1939-1945 w Generalnym Gubernatorstwie, 1946-1975 w województwie warszawskim, od 1975 do 1998 r. – w granicach województwa siedleckiego. Od 1999 r. znajduje się w województwie mazowieckim.
Wierni Kościoła rzymskokatolickiego należą do parafii Świętej Trójcy w Latowiczu.

## Historia
Wieś w gminie Latowicz, powiecie mińskim założona w 1856 r. przez rosyjskiego generała Gorłowa, od którego wzięła swoją nazwę. W 1970 r. wieś liczyła 94 mieszkańców, a w 2000 r. 96 mieszkańców. Przyrost naturalny w latach 1970-2000 wyniósł +2,1%. W 2002 r. we wsi były 22 domy.